# Don Masson
Pour les articles homonymes, voir Masson.
Donald Sandison Masson, couramment appelé Don Masson, est un footballeur international écossais, né le 26 août 1946, à Banchory dans l'Aberdeenshire. Il évolue au poste de milieu de terrain et est principalement connu pour son passage à QPR ainsi que pour avoir joué 10 saisons à Notts County.
Il compte 17 sélections pour 5 buts inscrits en équipe d'Écosse.

## Biographie

### Carrière en club
Écossais et natif de l'Aberdeenshire, il ne jouera pourtant jamais en championnat d'Écosse, passant la totalité de sa carrière en Angleterre (mis à part, en fin de carrière, une saison à Hong Kong et une autre aux USA). Formé à Middlesbrough, il passe ensuite 6 saisons à Notts County.
Recruté par QPR en décembre 1974, pour 100 000 £, il connaît à cette occasion à presque 29 ans ses premières saisons dans la plus haute division du championnat anglais. Malgré son manque d'expérience au plus haut niveau et son âge assez avancé, Dave Sexton, le manager de QPR, en fait le dépositaire du milieu de terrain de son équipe pendant trois ans. Et ceci avec grand succès, notamment lors de la saison 1975-76 où QPR termine à la deuxième place, à un point simplement de Liverpool et du titre.
En octobre 1977, il quitte QPR pour Derby County dans le cadre d'un échange avec Leighton James (en). Il retourne ensuite pour 4 saisons à Notts County (entrecoupées par une expérience dans la Ligue nord-américaine aux Minnesota Kicks en 1981), portant son total à 10 saisons avec le club de Nottingham. Après une année passée dans le championnat de Hong Kong avec le Bulova SA (en), il finit sa carrière en Conference avec Kettering Town.
Après la fin de sa carrière, il se reconvertit dans la gestion de résidences hôtelières.

### Carrière internationale
Don Masson reçoit 17 sélections pour l'équipe d'Écosse. Il joue son premier match, le 6 mai 1976, pour une victoire 3-1, à l'Hampden Park de Glasgow, contre le Pays-de-Galles lors du British Home Championship. Il reçoit sa dernière sélection le 3 juin 1978, pour une défaite 1-3, au Estadio Olímpico Chateau Carreras de Córdoba, contre le Pérou lors de la Coupe du monde 1978, match au cours duquel il manque un penalty. Il inscrit au total 5 buts lors de ses 17 sélections.
Il participe avec l'Écosse à la Coupe du monde 1978, aux éliminatoires de la Coupe du monde 1978 et aux British Home Championships de 1976, 1977 et 1978.

#### Buts internationaux
| no | Date             | Lieu                                                    | Adversaire      | Score final | Compétition                       |
| -- | ---------------- | ------------------------------------------------------- | --------------- | ----------- | --------------------------------- |
| 1  | 8 mai 1976       | Hampden Park, Glasgow                                   | Irlande du Nord | 3-0         | British Home Championship         |
| 2  | 15 mai 1976      | Hampden Park, Glasgow                                   | Angleterre      | 2-1         | British Home Championship         |
| 3  | 8 septembre 1976 | Hampden Park, Glasgow                                   | Finlande        | 6-0         | Match amical                      |
| 4  | 18 juin 1977     | Stade Monumental Antonio Vespucio Liberti, Buenos Aires | Argentine       | 1-1         | Match amical                      |
| 5  | 12 octobre 1977  | Anfield, Liverpool                                      | Pays de Galles  | 2-0         | Éliminatoires Coupe du monde 1978 |

## Palmarès
- Notts County :
  - Champion d'Angleterre de D4 en 1970-71
  - Finaliste de la Coupe anglo-écossaise en 1981
- QPR :
  - Vice-champion d'Angleterre en 1975-76
- Bulova SA (en) :
  - Vainqueur de la Coupe de Hong Kong de football en 1983
  - Vainqueur de la Viceroy Cup (en) en 1983
  - Vice-champion de Hong Kong en 1983